# Deserto de Hami
O Deserto de Hami é uma extensão do deserto de Gobi que ocupa o espaço entre o sistema de Tian Shan ao norte e as montanhas Nan-shan ao sul. É conectado a oeste pelo deserto de Lop.